# 류승완
류승완(柳昇完, 1973년 12월 15일~)은 대한민국의 영화 감독이자 영화 배우이다.

## 참여 작품 목록

### 감독
- 《변질헤드》(1996년, 단편)
- 《패싸움》(1998년, 단편)
- 《현대인》(1999년, 단편)
- 《죽거나 혹은 나쁘거나》(2000년)
- 《다찌마와 리》(2000년)
- 《피도 눈물도 없이》(2002년)
- 《아라한 장풍 대작전》(2004년)
- 《주먹이 운다》(2005년)
- 《다섯 개의 시선》(2005년)
  - 〈남자니깐 아시잖아요?〉
- 《짝패》(2006년)
- 《다찌마와 리 - 악인이여 지옥행 급행열차를 타라!》(2008년)
- 《타임리스》(2009년)
- 《부당거래》(2010년)
- 《MBC 창사 50주년 다큐멘터리 - 타임》(2011년)
- 《베를린》(2013년)
- 《신촌좀비만화》(2014년)
- 《베테랑》(2015년) (첫 1000만 영화)
- 《군함도》(2017년)
- 《모가디슈》(2021년)
- 《밀수》(2023년)
- 《베테랑 2》(2024년)
- 《휴민트》(미정)

### 출연
- 《3인조》(1997년) - 악기점 점원 역
- 《죽거나 혹은 나쁘거나》(2000년) - 석환 역
- 《복수는 나의 것》(2002년) - 중국집 배달원 역
- 《오아시스》(2002년) - 홍종세 역
- 《친절한 금자씨》(2005년) - 지나가는 행인 역 (우정출연)
- 《짝패》(2006년) - 유석환 역
- 《평양성》(2011년) - 특공대장수 1 역(우정출연)
- 《마마》(2011년) - 뮤지컬 감독 역
- 《배우는 배우다》(2013년) 전주영화제 VIP 역 (특별출연)
- 《경주》(2014년) - 강 선생 역

### 예능
- 《김제동의 톡투유 - 걱정 말아요! 그대》(2015년)

### 광고
- 2000년 제이텔 셀빅
- 2009년 모토로라 모토클래식
- 2010년 하이트맥주 맥스
- 2010년 CJ CJONE 카드

### 뮤직비디오
- 2002년 드래곤플라이 - 사진
- 2007년 리쌍 - 발레리노
- 2009년 리쌍 - 헤어지지 못하는 여자, 떠나가지 못하는 남자

## 학력
- 온양온천국민학교 졸업
- 온양중학교 졸업
- 한영고등학교 졸업

## 경력
- 2008년 제7회 미쟝센 단편 영화제 대표 집행위원
- 2011년 부산영상위원회 운영위원
- 2011년 제10회 미쟝센 단편 영화제 대표 집행위원
- 2013년 제14회 전주국제영화제 국제경쟁 심사위원
- 2014년 제40회 서울독립영화제 본선경쟁 심사위원

## 수상 경력
- 1998년 부산 단편영화제 우수상《현대인》
- 1999년 제25회 서울독립영화제 최우수작품상《현대인》
- 1999년 제25회 서울독립영화제 후원상《현대인》
- 2000년 제5회 부산국제영화제 PSB 영화상《죽거나 혹은 나쁘거나》
- 2000년 제21회 청룡영화상 신인감독상《죽거나 혹은 나쁘거나》
- 2000년 제8회 춘사대상영화제 심사위원특별상《죽거나 혹은 나쁘거나》
- 2004년 제8회 부천국제판타스틱영화제 장편부문 작품상《아라한 장풍 대작전》
- 2004년 제8회 부천국제판타스틱영화제 푸르지오 관객상《아라한 장풍 대작전》
- 2005년 제58회 칸영화제 국제비평가협회상《주먹이 운다》
- 2005년 제25회 한국영화평론가협회상 10대 영화상《주먹이 운다》
- 2005년 제6회 부산영화평론가협회상 감독상《주먹이 운다》
- 2005년 제7회 도빌아시아영화제 액션 아시아상《주먹이 운다》
- 2005년 제9회 판타지아 영화제 베스트 아시아 영화 은상《주먹이 운다》
- 2005년 제9회 판타지아 영화제 베스트 아시아 영화 동상《주먹이 운다》
- 2007년 제11회 판타지아 영화제 베스트 아시아 영화 동상《짝패》
- 2010년 제5회 에이 어워즈 크리에이티비티부문
- 2010년 제13회 디렉터스 컷 시상식 올해의 감독상 《부당거래》
- 2011년 제2회 대한민국 서울문화예술대상 영화감독 대상 《부당거래》
- 2011년 제44회 시체스영화제 카사 아시아 《부당거래》
- 2011년 제32회 청룡영화상 감독상 《부당거래》
- 2011년 제32회 청룡영화상 최우수작품상 《부당거래》
- 2013년 제4회 대한민국 대중문화예술상 대통령 표창
- 2013년 제22회 부일영화상 최우수 감독상 《베를린》
- 2014년 제47회 시체스영화제 포커스 아시아상 《신촌좀비만화》
- 2015년 제4회 마리끌레르 영화제 파이오니어 감독상《베테랑》
- 2015년 제48회 시체스영화제 포커스 아시아-최우수작품상 《베테랑》
- 2015년 제35회 한국영화평론가협회상 10대 영화상 《베테랑》
- 2015년 제35회 한국영화평론가협회상 감독상 《베테랑》
- 2015년 제36회 청룡영화상 감독상 《베테랑》
- 2015년 제10회 에이 어워즈 열정부문
- 2015년 제2회 한국영화제작가협회상 감독상 《베테랑》
- 2015년 제15회 대한민국청소년영화제 감독상 《베테랑》
- 2016년 제7회 올해의 영화상 감독상 《베테랑》
- 2016년 제11회 맥스무비 최고의 영화상 최고의 감독상 《베테랑》
- 2016년 제11회 맥스무비 최고의 영화상 최고의 작품상 《베테랑》
- 2016년 제52회 백상예술대상 영화부문 감독상 《베테랑》
- 2016년 제25회 부일영화상 최우수작품상《베테랑》
- 2016년 제16회 대한민국청소년영화제 감독상
- 2017년 제37회 한국영화평론가협회상 10대 영화상《군함도》
- 2017년 제50회 시체스영화제 오피셜 판타스틱 오르비타 최우수작품상《군함도》
- 2018년 제20회 우디네극동영화제 관객상《군함도》
- 2021년 제30회 부일영화상 최우수작품상 《모가디슈》
- 2021년 제30회 부일영화상 각본상 《모가디슈》
- 2021년 제41회 한국영화평론가협회상 감독상 《모가디슈》
- 2021년 제41회 한국영화평론가협회상 영평 10선 《모가디슈》
- 2021년 제42회 청룡영화상 한국영화최다관객상 《모가디슈》
- 2021년 제42회 청룡영화상 감독상 《모가디슈》
- 2021년 제42회 청룡영화상 최우수작품상 《모가디슈》
- 2022년 제20회 디렉터스 컷 어워즈 특별한 친구상
- 2022년 제58회 백상예술대상 영화부문 작품상 《모가디슈》
- 2022년 제58회 백상예술대상 영화부문 대상 《모가디슈》
- 2023년 제43회 한국영화평론가협회상 영평 10선 《밀수》
- 2023년 제59회 대종상 감독상 《밀수》
- 2023년 제44회 청룡영화상 최우수작품상 《밀수》

## 같이 보기
- 한국 영화